# ستيفن بونار
ستيفن بونار (بالإنجليزية: Steven Bonar)‏ هو لاعب كرة قدم ومدرب كرة قدم بريطاني في مركز الوسط، ولد في 20 مايو 1979 في غلاسكو في المملكة المتحدة. لعب مع ريث روفرز.